# Lebădă
Lebedele sunt păsări din familia Anatidae din genul Cygnus. Printre cele mai apropiate rude ale lebedelor se numără gâștele și rațele. Lebedele împreună cu gâștele sunt strâns înrudite în subfamilia Anserinae unde formează tribul Cygnini. Uneori, sunt considerate o subfamilie distinctă, Cygninae. În prezent există șase specii de lebede, și multe alte specii au dispărut; în plus, există o specie cunoscută sub numele de lebădă coscoroba care nu mai este considerată una dintre adevăratele lebede. Lebedele de obicei trăiesc în cuplu cu același partener toata viața, deși uneori apare „divorțul”, în special după eșecul cuibăritului sau dacă un partener moare, lebada rămasă va căuta alt partener. Cea mai mare specie de lebădă (Cygnus buccinator) trăiește în deltele din America de Nord și cântărește peste 15 kg. 
În România se întâlnesc 4 specii: lebăda de iarnă (Cygnus cygnus), lebăda de vară (Cygnus olor) și lebăda mică (Cygnus columbianus); în grădinile zoologice de la noi este des întâlnită lebăda neagră (Cygnus atratus).

## Taxonomie
Genul Cygnus a fost introdus în 1764 de naturalistul francez François Alexandre Pierre de Garsault.

## Descriere

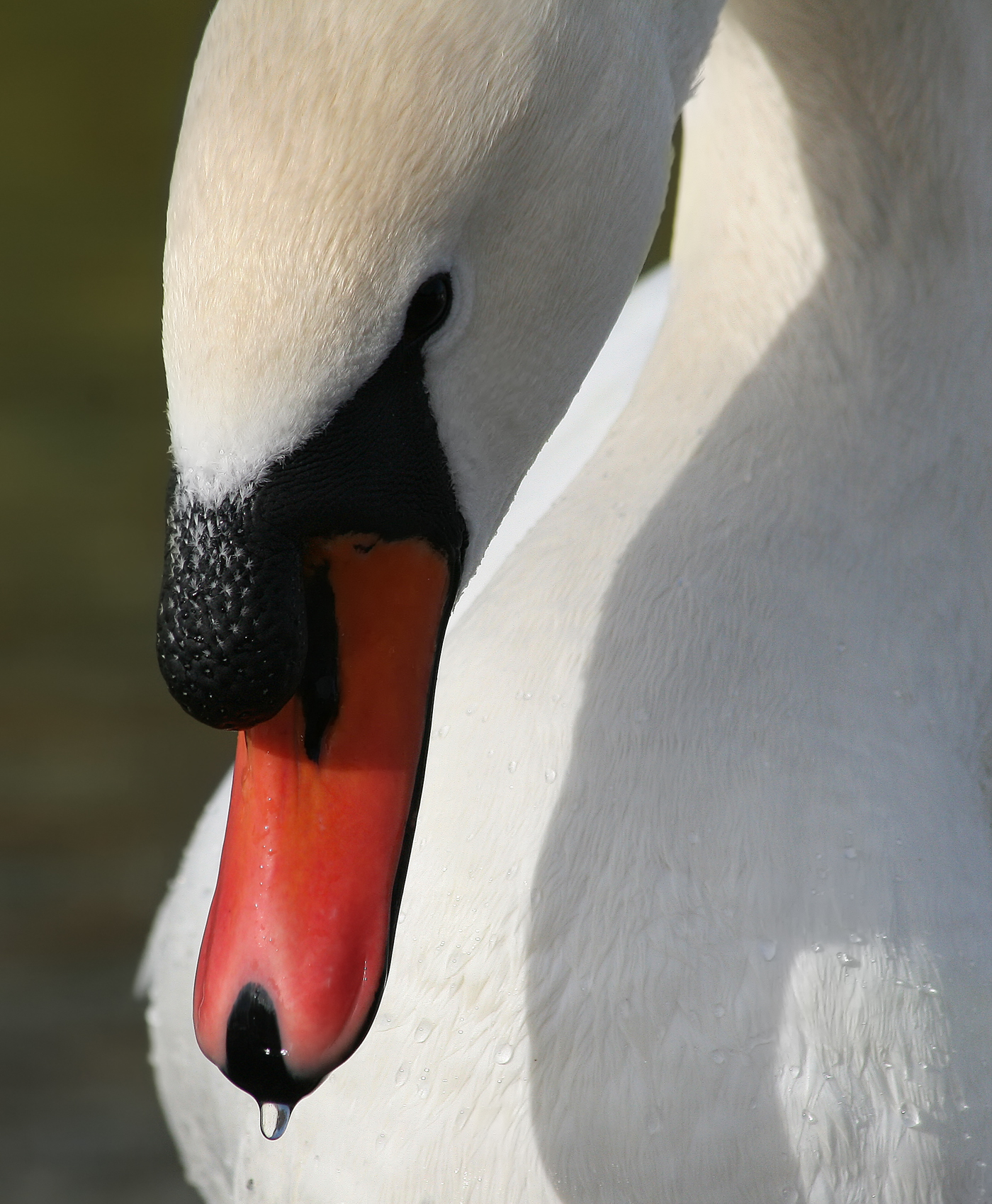
Detaliu cap și cioc

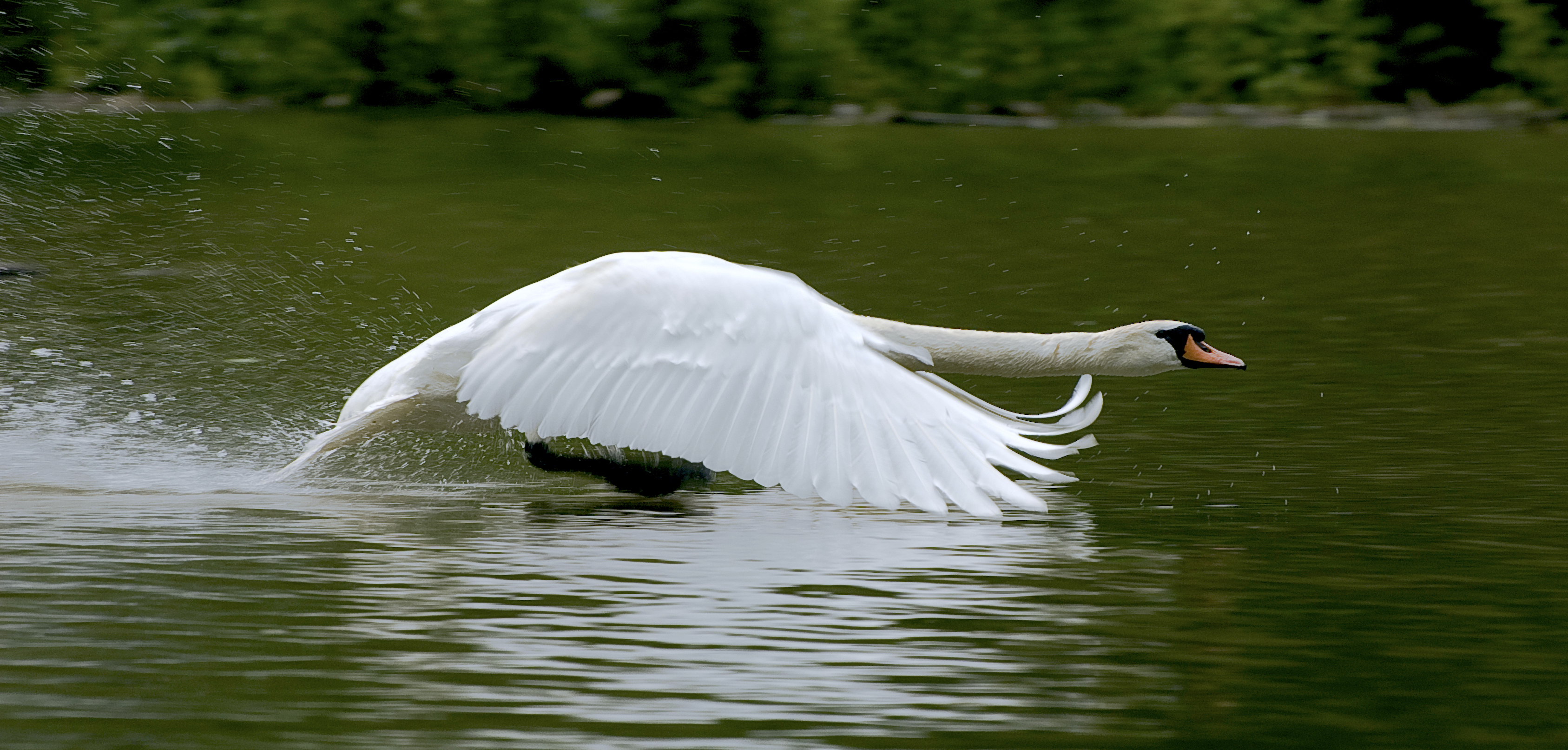
Lebădă mută aterizând pe apă. Datorită dimensiunii și greutății majorității lebedelor, ele au nevoie de suprafețe mari de teren deschis sau apă pentru a decola și a ateriza cu succes.

Lebedele sunt cei mai mari membri ai familiei păsărilor acvatice Anatidae și se numără printre cele mai mari păsări zburătoare. Cele mai mari specii vii, inclusiv lebăda mută, lebădă trompetistă și lebăda de iarnă, pot atinge o lungime de peste 1,5 m și cântăresc peste 15 kg. Anvergura aripilor poate depăși 3,1 m. Comparativ cu gâștele cu care se înrudește, lebăda este mult mai mare și are picioare și gât proporțional mai mari. Adulții au un petic de piele fără pene între ochi și cioc. Masculii sunt în general mai mari și mai grei decât femelele. Cea mai mare specie de lebădă care a trăit vreodată, Cygnus falconeri, a fost o lebădă gigantă incapabilă de zbor, cunoscută din fosilele găsite pe insulele mediteraneene Malta și Sicilia.
Speciile de lebădă din emisfera nordică au penajul alb pur, însă speciile din emisfera sudică au un penaj alb-negru. Lebăda neagră australiană (Cygnus atratus) este complet neagră, cu excepția penelor albe de zbor de pe aripi; puii de lebede negre sunt de culoare gri deschis. Lebăda sud-americană cu gât negru are un corp alb cu gâtul negru.
Picioarele lebedelor au în mod normal o culoare gri închis negricios, cu excepția lebedei sud-americane cu gât negru, care are picioarele roz. Culoarea ciocului variază: cele patru specii subarctice au ciocuri negre cu cantități variate de galben, iar toate celelalte îl au roșu și negru. Deși păsările nu au dinți, lebedele, ca și alte Anatidae, au ciocuri cu margini zimțate care arată ca niște „dinți” folosiți pentru prinderea și consumul de plante acvatice și alge, dar și moluște, pești mici, broaște și viermi. La lebădă mută și lebăda cu gât negru, ambele sexe au o excrescență la baza ciocului, pe mandibula superioară, care este mai mare la masculi și se modifică sezonier.

## Comportament
Lebedele se hrănesc în apă și pe uscat. Sunt aproape în totalitate erbivore, deși pot mânca cantități mici de animale acvatice. În apă, hrana este obținută scufundând capul și gâtul sub apă și este capabilă să-și mențină capul în jos, păstrându-și corpul orizontal, iar dieta lor este compusă din rădăcini, tuberculi, tulpini și frunze ale plantelor acvatice.

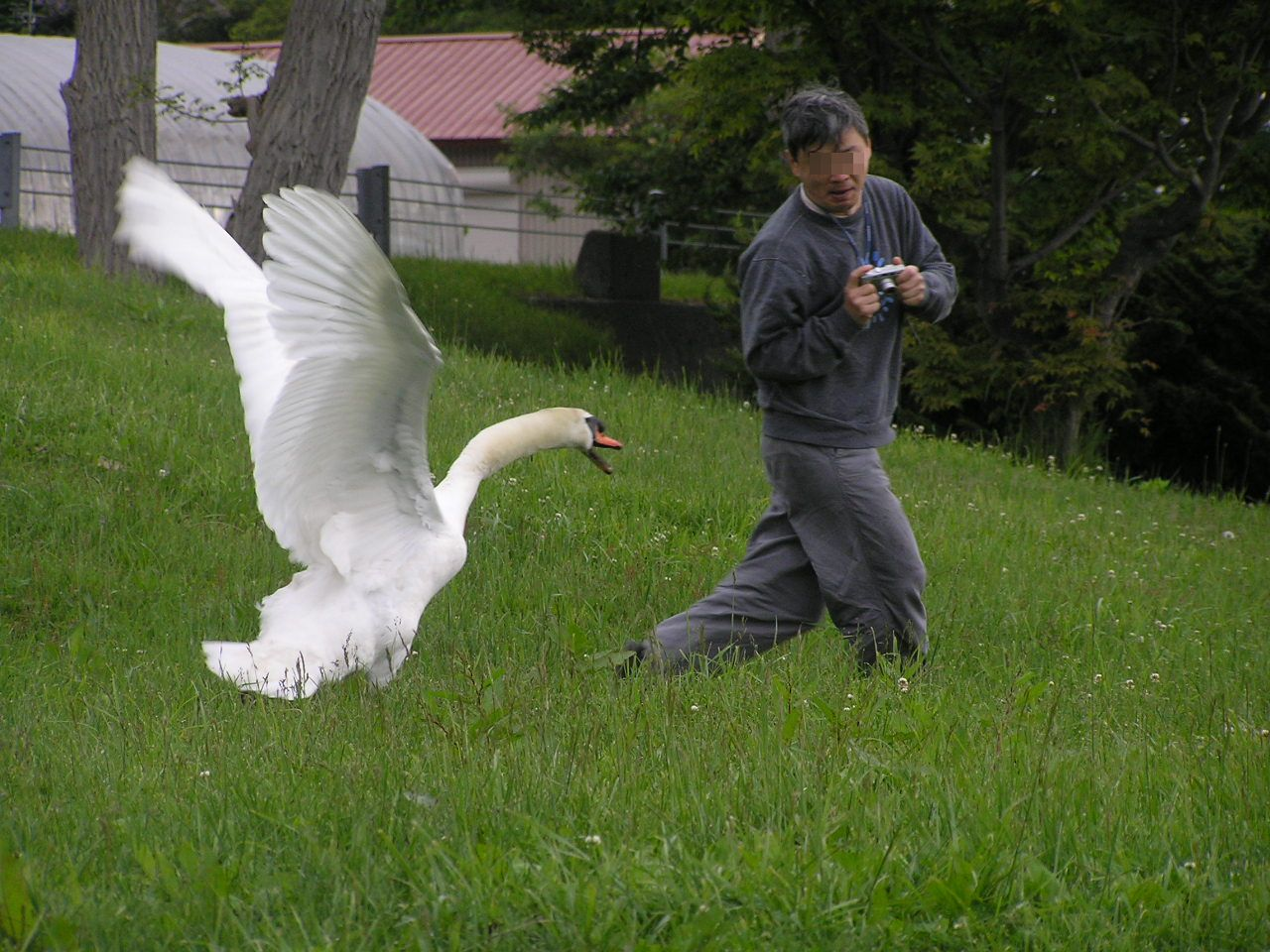
Lebăda mută amenință un fotograf din Toyako, Japonia.

Lebedele se împerechează pe viață și de obicei încep o legătură înainte de a atinge maturitatea sexuală. Lebedele trompetiste, de exemplu, care pot trăi până la 24 de ani și încep să se reproducă de la vârsta de 4-7 ani, formează legături de perechi monogame încă de la 20 de luni. „Divorțul”, deși rar, are loc; un studiu al lebedelor mute a arătat o rată a separării de 3% pentru perechile care se reproduc cu succes și 9% pentru perechile care nu se reproduc.
Legătura cu perechea este menținută pe tot parcursul anului, chiar și la speciile gregare și migratoare, cum ar fi lebada mică, care se adună în cârduri mari în zonele de iarnă. Cuiburile lebedelor se află la sol, lângă apă, și au un metru în lățime. Spre deosebire de multe alte rațe și gâște, masculul ajută la construcția cuibului și, de asemenea, va incuba pe rând ouăle. Alături de rațele fluierătoare, lebedele sunt singurele anatide care fac acest lucru. Dimensiunea medie a ouălor (pentru lebădă mută) este de 113 × 74 mm, cântărind 340 g, femela depunând 4 până la 7 ouă și având o perioadă de incubație de 34-45 de zile.
Lebedele sunt extrem de protectoare cu cuiburilor lor. Vor ataca agresiv tot ceea ce percep ca o amenințare pentru puii lor, inclusiv oamenii. Un bărbat a fost suspectat că s-a înecat într-un astfel de atac. Comportamentul agresiv intraspecific al lebedelor se arată mai frecvent decât comportamentul interspecific pentru hrană și adăpost. Agresiunea cu alte specii este prezentată mai mult la lebăda lui Bewick.

## Specii
În prezent există șase specii de lebede.
Genul Cygnus
| Subgen               | Imagine | Denumire științifică | Nume comun          | Descriere | Distribuție |
| -------------------- | ------- | -------------------- | ------------------- | --- | --- |
| Subgenul Olor        |         | Cygnus olor          | Lebădă mută         | Specie eurasiatică care apare la latitudini mai mici decât lebăda de iarnă și lebăda lui Bewick, în toată Europa în sudul Rusiei și în China. Potrivit Uniunii Ornitologice Britanice, registrul fosil recent arată că Cygnus olor este printre cele mai vechi specii de păsări existente și a fost actualizat la statutul de „nativ” în mai multe țări europene, deoarece această pasăre a fost găsită în exemplare fosile datând de mii de ani. | Europa, sudul Rusiei, China                                                                                              |
| Subgenul Chenopis    |         | Cygnus atratus       | Lebădă neagră       | Nomadă cu modele de migrație neregulate, dependente de condițiile climatice. Are penajul negru și ciocul roșu. | Australia; a fost introdusă în Noua Zeelandă și Insulele Chatham                                                         |
| Subgenul Sthenelides |         | Cygnus melancoryphus | Lebădă cu gât negru | | America de Sud |
| Subgenul Cygnus      |         | Cygnus cygnus        | Lebădă de iarnă     | | Se reproduce în Eurosiberia subarctică, mai la sud de Bewicks în zona taiga. Iarna migrează în Europa temperată și Asia. |
| Subgenul Cygnus      |         | Cygnus buccinator    | Lebădă trompetistă  | Este cea mai mare lebădă nord-americană. Foarte asemănătoare cu lebăda de iarnă (și uneori tratată ca o subspecie a acesteia), a fost vânată aproape până la extincție, dar de atunci și-a revenit. | America de Nord |
| Subgenul Cygnus      |         | Cygnus columbianus   | Lebădă mică         | Se reproduce în tundra arctică și iernează în regiuni mai temperate din Eurasia și America de Nord. Constă din două forme, considerate în general subspecii. - Lebăda lui Bewick, Cygnus (columbianus) bewickii este forma eurasiatică care migrează iarna din Rusia arctică spre vestul Europei și estul Asiei (China, Coreea, Japonia). - Lebăda fluierătoare, Cygnus (columbianus) columbianus este forma nord-americană.                      | America de Nord, Eurasia                                                                                                 |

Lebăda coscoroba (Coscoroba coscoroba) din America de Sud, singura specie din genul său, aparent  nu este o adevărată lebădă. Poziția sa filogenetică nu este complet rezolvată; este, în unele aspecte, mai asemănătoare cu gâștele și călifarii.